# 76P/West-Kohoutek-Ikemura
Pour les articles homonymes, voir Comète Kohoutek et Luboš Kohoutek.
76P/West-Kohoutek-Ikemura est une comète périodique du système solaire, découverte en janvier 1975 par Richard M. West à l'observatoire européen austral à La Silla au Chili.